# L'Exorciste chinois
Pour les articles homonymes, voir L'Exorciste et Exorciste (homonymie).
Série
L'Exorciste chinois 2
(1990)
Pour plus de détails, voir Fiche technique et Distribution.
L'Exorciste Chinois (Gui da gui) est un film hongkongais réalisé par Sammo Hung, sorti en 1980.

## Synopsis
Cheung Le Brave travaille pour le maître Tam, un riche marchand. Il ignore cependant que sa femme le trompe avec son patron. Voyant Cheung comme un obstacle, il décide sans scrupule de se débarrasser de son employé. Pour cela, il décide donc de louer les services d'un puissant taoïste vénal dénommé Chin. Son « frère », le taoïste Tsui, n'est pas du même avis et entreprend d'aider Cheung à se défendre contre les maléfices qui le hanteront dans la nuit.

## Fiche technique
- Titre : L'Exorciste Chinois
- Titre original : Gui da gui
- Titre anglais: Encounters of the Spooky Kind ou Spooky Encounters
- Réalisation : Sammo Hung
- Scénario : Sammo Hung, Wong Ying
- Photographie : Li Yu-Tang et Wu Cho-Hua
- Production : Raymond Chow et Pui Wah Chan
- Sociétés de production : Bojon Films Company Ltd., Golden Harvest
- Pays d'origine : Hong Kong
- Format : Couleurs - 2,35:1 - Mono - 35 mm
- Genre : comédie horrifique
- Durée : 89 minutes
- Date de sortie : 1980

## Distribution
- Sammo Hung : Cheung le Brave
- Wang Ha : Maître Tam
- Dick Wei : Maître Lok
- Fat Chung : Taoïste Tsui
- Lung Chan : Taoïste Chin
- Lam Ching-ying : l'officier de police corrompu
- Wu Ma : Fa Kau
- To Siu-ming : Tao
- Po Tai : conseiller Lau
- Leung Suet-moi : la femme de Cheung
- Billy Chan : Fei
- Lau Chau-sang : garde
- Yuen Biao : vampire